# ГЕС Liánbǔ
ГЕС Liánbǔ (联补水电站) — гідроелектростанція у центральній частині Китаю в провінції Сичуань. Знаходячись між ГЕС Луогу (вище по течії) та ГЕС Делуо, входить до складу каскаду на річці Xīxīhé, лівій притоці Дзинші (верхня течія Янцзи).
В межах проекту річку перекрили бетоною греблею висотою 27 метрів, яка утримує водосховище з об'ємом 2,1 млн м3 та припустимим коливанням рівня поверхні у операційному режимі між позначками 1670 та 1674 метра НРМ.
Зі сховища через правобережний гірський масив прокладено дериваційний тунель довжиною 13,7 км з діаметром 5 метрів, який транспортує ресурс для двох турбін потужністю по 65 МВт.